# Moreno Živković
Moreno Živković (Zagreb, 22. svibnja 2004.) hrvatski je nogometaš koji igra na poziciji stopera. Trenutačno igra za Dinamo Zagreb. Sin je Borisa Živkovića, bivšeg kapetana hrvatske nogometne reprezentacije.

## Klupska karijera

### Dinamo Zagreb
Živković je počeo igrati za Dinamo kada je imao 5 i pol godina. Za Dinamo Zagreb II odigrao je samo jednu utakmicu i to 14. prosinca 2020. kada je druga momčad Dinama izgubila 1:2 u 2. HNL od Croatije Zmijavci. Za prvu momčad debitirao je 2. veljače 2022. kada je Dinamo dobio slovenskog drugoligaša Rogašku 6:0. Živković je 13. veljače 2023. također registriran kao igrač kluba Dubrava Tim Kabel Zagreb. S Dinamom je potpisao višegodišnji ugovor 22. veljače 2023., nakon što je bio igrač kluba već 14 godina. Živković je u HNL-u debitirao 15. travnja 2023. kada je Slaven Belupo poražen 4:0.

### Prva posudba u Lokomotivu Zagreb
Dinamo Zagreb je tijekom ljeta 2023. posudio Živkovića Lokomotivi Zagreb do kraja sezone. Za Lokomotivu je debitirao 1. rujna u utakmici HNL u kojoj je Slaven Belupo izgubio s minimalnih 0:1. Prvi klupski pogodak postigao je 16. prosinca u ligaškoj utakmici protiv Istre 1961 koja je završila 3:0.

### Povratak s posudbe
Tijekom siječnja 2024. Živković se vratio u Dinamo iz Lokomotive pola godine prije istjeka posudbe. Dinamo je Lokomotivi platio 100 tisuća eura kako bi vratio Živkovića u svoje redove. Prvi gol u dresu Dinama postigao je 17. ožujka 2024. u utakmici HNL-a protiv Rudeša koja je završila 0:3.

### Druga posudba u Lokomotivu Zagreb
U srpnju 2024. Živković je ponovno poslan na jednogodišnju posudbu u Lokomotivu Zagreb.

## Reprezentativna karijera
Nastupao je za selekcije Hrvatske do 15, 17, 18, 19 i 21 godinu.

## Priznanja

### Klupska
Dinamo Zagreb
- HNL (2): 2022./23., 2023./24.
- Hrvatski nogometni kup (1): 2023./24.